# Maud (Oklahoma)
Maud è un comune degli Stati Uniti d'America, situato nello Stato dell'Oklahoma, diviso tra la contea di Pottawatomie e la contea di Seminole.